# Kanton Castres-3
 Castres-3 is een kanton van het Franse departement Tarn. Het kanton maakt deel uit van het arrondissement  Castres.
In 2020 telde het 15.377 inwoners.

Het kanton werd gevormd ingevolge het decreet van 17 februari 2014 , met uitwerking op 22 maart 2015, met Castres als hoofdplaats.

## Gemeenten
Het kanton omvat volgende gemeenten: 
- Castres (zuidelijk deel)
- Navès